# Costa Fascinosa
Die Costa Fascinosa ist ein Kreuzfahrtschiff der Reederei Costa Crociere. Die Costa Fascinosa ist weitgehend baugleich mit der früher gebauten Costa Favolosa.

## Geschichte
Die Costa Fascinosa wurde als fünftes Schiff der Concordia-Klasse am 21. November 2007 bei der italienischen Werft Fincantieri bestellt.
Die Kiellegung des Schiffes wurde am 3. September 2010 in der Schiffswerft von Fincantieri im italienischen Marghera vollzogen. Das Schiff wurde am 5. Mai 2012 in Venedig getauft und am 6. Mai 2012 in Dienst gestellt.
In den Jahren 2012 und 2013 führte das Schiff im Sommer Mittelmeerkreuzfahrten ab Venedig durch, im Winterhalbjahr Südamerikakreuzfahrten.

## Technik
Die Costa Fascinosa verfügt über Cold Ironing, ein Landstromversorgungssystem für Schiffe für die Dauer des Aufenthalts im Hafen. Somit können im Hafen die Maschinen abgestellt werden, was den Schadstoffausstoß reduziert.